# Альберто V д’Эсте
Альберто V д’Эсте (итал. Alberto V d’Este; 27 февраля 1347, Эмилия-Романья — 30 июля 1393, Феррара) — маркиз д’Эсте, сеньор Феррары и Модены с 1388 года. Сын Обиццо III (1294—1352).

## Биография
С 1361 года был соправителем брата — Никколо II, а в 1388 году ему наследовал. Носил полученный от папы титул «Dominus generalis civitatis Ferrarie et Mutine» (гражданский правитель Феррары и Модены).
С 1389 года поддерживал Джана Галеаццо Висконти в его войнах, но в 1392 году заключил мир с главными противниками Милана — Падуей и Флоренцией.
Добился от папы издания двух булл: 1391 года — о закреплении за родом д’Эсте принадлежащих ему земель, которые формально числились во владении церкви, и 1393 года — о разрешении на открытие в Ферраре учебного заведения (университета).
Альберто V д’Эсте был женат на Джованне де Роберти, детей от которой у него не было. За несколько месяцев до смерти он женился на своей любовнице Изотте Альборезани.
Альберто V умер 30 июля 1393 года. Его наследником стал незаконнорожденный сын Никколо. Несмотря на юный возраст, он был назначен папским викарием Феррары, а в регентский совет вошли верные роду д’Эсте люди.